# IEEE/RSE詹姆斯·克拉克·馬克士威獎章
IEEE/RSE詹姆斯·克拉克·馬克士威獎章（英語：IEEE/RSE James Clerk Maxwell Medal）是由電機電子工程師學會和英國愛丁堡皇家學會共同頒發以對電磁學基本理論有卓著貢獻的詹姆斯·克拉克·馬克士威（1831–1879）為名的獎項。這個獎章每年頒發一次，在2006年開始設立。
這個獎項每年頒發給傑出的個人以彰顯其「對電子學、電子工程或相關領域有突破性的貢獻並對發展產生重大的影響」。

詹姆斯·克拉克·馬克士威
(1831–1879)

## 背景
該獎章由IEEE和英國愛丁堡皇家學會於2006年共同設立，由Wolfson Microelectronics Ltd提供初創基金。自2014年起Cirrus Logic公司收購Wolfson Electronics之後，該獎章由Cirrus Logic提供支持。獲獎者可獲得一筆獎金、一座金質獎章、銅質複製品和證書。該獎項每年授予一至二人。獎項提名人由該獎項委員會制定，通常於每年11月由IEEE理事會批准。

## 獲獎者
已獲得IEEE/RSE詹姆斯·克拉克·馬克士威獎章者：
- 2007: 厄文·馬克·雅各布和安德魯·維特比
- 2008: 蒂姆·伯纳斯-李
- 2009: 阿尔贝托·圣乔瓦尼·温琴泰利（英语：Alberto Sangiovanni-Vincentelli）
- 2010: 阿马尔·博斯（英语：Amar G. Bose）
- 2011: 马西安·霍夫（英语：Marcian Hoff）
- 2012: 格哈德·M·泽斯勒（英语：Gerhard M. Sessler）
- 2013: 理查德·M·懷特（英语：Richard M. White）和 理查德·S·马勒（英语：Richard S. Muller）
- 2014: 大衛·佩恩
- 2015: 琳·康維
- 2016: 杰弗里·辛顿
- 2017: 未頒獎
- 2018: 托马斯·海于格（英语：Thomas Haug）和菲利普·迪皮伊（英语：Philippe Dupuis (engineer)）
- 2019: 戴维·弗林和戴夫·贾加尔（英语：Dave Jaggar）
- 2020: 未颁奖
- 2021: 胡玲
- 2022: 英戈·沃尔夫
- 2023: 張懋中
- 2024: Kam-Yin Lau
- 2025: 小羅伯特·W·希斯（英语：Robert W. Heath Jr.）